# TBS 목요일 밤 9시 드라마
목요 드라마9(일본어: 木曜ドラマ9)는 TBS에서 2011년 10월 27일부터 매주 목요일 21:10  ~  12:54 (JST)에서 방송되는 텔레비전 드라마 범위이다. 통칭 〈"목9"〉

## 개요
- 이 방송 시간대는 과거 1978년 1월부터 1989년 9월까지 TBS의 간판 음악 프로그램 《더 베스트 텐》이 방송 된 시간대이었지만, 《더 베스트 텐》이 종료 후, 1989년 10월부터 드라마 시간대로 전환하여, 2009년 3월까지 《HOTEL》, 《세상살이 원수천지》, 《3학년 B반 긴파치 선생》(제4, 5, 6, 8 시리즈) 등의 대표작을 배출하였다. 이후 2009년 4월 개편으로 버라이어티 프로그램 시간대로 다시 전향되어, 드라마는 수요일 밤 9시대에 변경되었지만, 1년 반이 지난 2010년 10월부터 다시 드라마 시간대에 복귀하였다.

- 2011년 9월에 《세상살이 원수천지》의 최종 시리즈가 종료되고, 같은 해 10월부터 드라마 시간대로 계속 된 이후, 지금까지 방송 된 홈 드라마 등 가족 중심의 작품에서 서스펜스와 청소년을 위한 작품도 제작하는 드라마 시간대로 변신하게 되었다. 이에 따라 이 시간대의 테두리 제목을 “목요 드라마9”로 붙여졌다. 또한 TBS에서는 공식적으로는 "새로운 드라마 범위", "드라마 범위의 신설"이라고 선전하며, 또한 지금까지 실시되어 오지 않았던 데이터 방송을 실시하고 있다.

## 작품 목록

### 1970년대
1971년
- 《여인 헤이케》(10월 ~ 1972년 2월)

1972년
- 《모르는 동지》(2월 ~ 6월)
- 《들어가 있습니다!》(7월 ~ 9월)
- 《일본의 며느리 시리즈》(10월 ~ 1973년 9월)
  - 《며느리 둘》(10월 ~ 12월)
  - 《며느리의 혼담》(1973년 1월 ~ 1973년 3월)
  - 《며느리 잔폰》(1973년 4월 ~ 1973년 6월)
  - 《며느리하는 자, 여기에 나오지 마십시오》(1973년 7월 ~ 1973년 9월)

1973년
- 《신주로 포물첩·쾌도 난마》(10월 ~ 1974년 3월)

1974년
- 《원앙새 우쿄 포물차》(4월 ~ 9월)
- 《베어 빠지는》(10월 ~ 1975년 2월)

1975년
- 《불을 본 여자》(2월 ~ 3월)
- 《하얀 화촉》(4월 ~ 8월)
- 《가정의 비밀》(8월 ~ 12월)
- 《네 노래가 듣고 싶어》(12월 ~ 1976년 3월)

1976년
- 《고원에 계십니다》(3월 ~ 7월)
- 《굿바이 마마》(7월 ~ 9월)

### 1980년대
1989년
- 《사랑하는 법을 모르는》(10월 ~ 12월)

### 1990년대
1990년
- 《HOTEL》 제1시리즈(1월 ~ 3월)
- 《 핫도그》(4월 ~ 6월)
- 《연예 사회》(7월 ~ 9월)
- 《세상살이 원수천지》 제1시리즈(10월 ~ 91년 9월)

1991년
- 《차남 차녀 독생자 이야기》(10월 ~ 12월)

1992년
- 《HOTEL》 제2시리즈(1월 ~ 3월)
- 《사장이 된 젊은 대장》(4월 ~ 7월)
- 《여름의 폭풍!》(8월 ~ 9월)
- 《목요일의 식탁》(10월 ~ 12월)

1993년
- 《가재의 사람》(1월 ~ 3월)
- 《세상살이 원수천지》 제2시리즈(4월 ~ 94년 3월)

1994년
- 《HOTEL》 제3시리즈(4월 ~ 9월)
- 《여자의 말》(10월 ~ 12월)

1995년
- 《여주인 삼대 여자의 싸움》(1월 ~ 3월)
- 《HOTEL》 제4시리즈(4월 ~ 9월)
- 《3학년 B반 긴파치 선생》 제4시리즈(10월 ~ 96년 3월)

1996년
- 《세상살이 원수천지》 제3시리즈(4월 ~ 97년 3월)

1997년
- 《신칸센 '97 사랑 이야기》(4월 ~ 6월)
- 《황금 알》(7월 ~ 9월)
- 《엽차도 데바나》(10월 ~ 98년 3월)

1998년
- 《HOTEL》 제5시리즈(4월 ~ 6월)
- 《외톨이 너에게》(7월 ~ 9월)
- 《세상살이 원수천지》 제4시리즈(10월 ~ 99년9월)

1999년
- 《3학년 B반 긴파치 선생》 제5시리즈(10월 ~ 00년 3월)

### 2000년대
2000년
- 《네가 가르쳐 준 것》(4월 ~ 6월)
- 《20세의 결혼》(7월 ~ 9월)
- 《세상살이 원수천지》 제5시리즈(10월 ~ 2001년 9월)

2001년
- 《3학년 B반 긴파치 선생》 제6시리즈(10월 ~ 2002년 3월)

2002년
- 《세상살이 원수천지》 제6시리즈(4월 ~ 2003년 3월)

2003년
- 《핫 맨》(4월 ~ 6월)
- 《사랑하기에 사랑 받고 싶어》 (7월 ~ 9월)
- 《에 아로르 그것이 어떻게 한 것》(10월 ~ 12월)

2004년
- 《샐러리맨 킨타로 4》(1월 ~ 3월)
- 《세상살이 원수천지》 제7시리즈(4월 ~ 2005년 3월)

2005년
- 《꿈에서 만나요》(4월 ~ 6월)
- 《행복했으면 좋겠어!》(7월 ~ 9월)
- 《브라더☆비트》(10월 ~ 12월)

2006년
- 《백야행》(1월 ~ 3월)
- 《세상살이 원수천지》 제8시리즈(4월 ~ 2007년 3월)

2007년
- 《부부도》(4월 ~ 6월)
- 《지옥 판가름도 며느리 나름》(7월 ~ 9월)
- 《3학년 B반 긴파치 선생》 제8시리즈(10월 ~ 2008년 3월)

2008년
- 《세상살이 원수천지》 제9시리즈(4월 3일 ~ 2009년 3월 26일)

### 2010년대

#### 2010년
- 《세상살이 원수천지》 최후시리즈(2010년 10월 14일 ~ 2011년 9월 29일)

#### 2011년
- 《런어웨이 ~ 사랑하는 너를 위해서》 - (10월 27일 ~ 12월 22일) 주연: 이치하라 하야토

#### 2012년
- 《최고의 인생을 마감하는 방법, 엔딩 플래너》 - (1월 12일 ~ 3월 15일) 주연: 야마시타 토모히사
- 《아빠는 아이돌》 - (4월 19일 ~ 6월 28일) 주연: 니시키도 료
- 《비기너즈!》 - (4월 19일 ~ 6월 28일) 주연: 후지가야 타이스케, 키타야마 히로미츠
- 《레지던트 ~ 5명의 연수의》 - (10월 18일 ~ 12월 20일) 주연: 나카 리이사

#### 2013년
- 《아포양~달리는 국제공항》 - (1월 17일 ~ 3월 21일) 주연: 이토 아츠시
- 《잠입탐정 토카게》 - (4월 18일 ~ 6월 20일) 주연: 마츠다 쇼타
- 《핀토코나》 - (7월 12일 ~ 9월 20일) 주연: 타마모리 유타
- 《남편의 그녀》 - (10월 24일 ~ 12월 12일) 주연: 카와구치 하루나

#### 2014년
- 《Dr.DMAT》 - (1월 9일 ~ 3월 20일) 주연: 오쿠라 타다요시
- 《MOZU Season1~때까치 우는 밤~》 - (4월 10일 ~ 6월 12일) 주연: 니시지마 히데토시
- 《동창생~사람은, 세 번, 사랑을 한다~》 - (7월 10일 ~ 9월 11일) 주연: 이우라 아라타
- 《MOZU Season2~환상의 날개~》 - (10월 16일 ~ 11월 13일) 주연: 니시지마 히데토시
- 《엄마와 아빠가 살아가는 이유.》 - (11월 20일 ~ 12월 18일) 주연: 후키이시 카즈에

#### 2015년
- 《아름다운 덫~잔화요란~》 - (1월 8일 ~ 3월 12일) 주연: 타나카 레나
- 《야메고쿠~야쿠자 그만두겠습니다~》 - (4월 16일 ~ 6월 18일) 주연: 오오시마 유코
- 《37.5°C의 눈물》 - (7월 9일 ~ 9월) 주연: 렌부츠 미사코

## 같이 보기
- TBS 파나소닉 드라마 시어터
- TBS 수요일 10시 드라마
- TBS 목요일 9시 드라마
- TBS 목요일 10시 드라마
- TBS 금요일 드라마
- TBS 토요일 밤 8시 드라마
- TBS 일요극장